# Authentik Aventures

Authentik Aventures est une émission de télévision française, dont la diffusion a commencé en septembre 2008 sur la chaîne Voyage.
L'émission est coproduite par Voyage et Gedeon programmes.

## Synopsis
Le principe de l’émission est de suivre des personnes lors de leur voyage dans des pays lointains. Il s'agit donc d'une série documentaire.

## Liste des émissions et des aventuriers
SAISON 1 (2008-2009)
- Le bonheur au bout du guidon - Christophe Cousin (6 x 26 min)
- Qhapaq Nan, à la recherche de la Grande Route Inca - Laurent Granier et Megan Son (6 x 26 min)
- Sibéria, 3 800 kilomètres en canoë - Philippe Sauve (2 x 26 min)
- Expédition YangTse - Geoffroy et Loic de La Tullaye (5 x 26 min). Coproduction BIGLO Productions - Gédéon Programmes (2008)
- Paris-Jérusalem, 6000 km à pied - Mathilde et Édouard Cortès (7 x 26 min)
- L'île Rouge en marche - Lydie Bertrand et Cécile Clocheret (2 x 26 min)
- Africa Trek - Alexandre Poussin et Sonia Poussin (12 x 26 min)
- A cheval à travers l'Alaska - Laurent Granier et Megan Son (2 x 26 min)
- Horizon Dakota, à la recherche d'Ernest Big Tobbaco - Philippe Sauve (3 x 26 min)
- Paris-Calcutta, le raid brisé - Benoît Albanel et Romain Benoît (2 x 26 min)
- La grande traversée du Ladakh - Carine Nonnenmacher (3 x 26 min)
- Objectif Asie centrale - Thibaut et Mai-Loan Faurès Fustel de Coulanges (2 x 26 min)

SAISON 2 (2009-2010)
- Le monde dans un canapé - Frédéric Roger et Ariane Cousin (4 x 26 min) - gagnants de la bourse Authentik Aventures 2009
- Un rêve de Baïkal - Chrystel et Thomas Nicolas (2 x 26 min)
- America - Laurent Granier et Megan Son (2 x 26 min)
- Planète D - Delphine Millon et Damien Artero (4 x 26 min)
- La Trace des Hommes - Christian Clot et Mélusine Mallender (3 x 26 min)
- Le Festin de Vivien - Vivien Poly et Aurélien Bonnet (4 x 26 min)
- "Sur la route d'Okinawa" - Pascal Cardeilhac (5 x 26 min)

## Bourse à l'aventure
À l'occasion du lancement de cette émission, la chaîne Voyage a organisé une bourse à l'aventure de façon à aider les candidats sélectionnés à réaliser leur projet d'expédition. À l'issue des votes, la bourse a été remportée par Frédéric ROGER et Ariane COUSIN, dont le projet intitulé "Le Monde Dans Un Canapé", est de rejoindre Paris depuis Bombay en pratiquant le couchsurfing (canapégiature).